# Куникадзу Утагава
Куникадзу Утагава (годы творчества 1849—1867) — японский художник. Работал в жанрах: якуся-э, фукэй-га.

## Биография
Куникадзу Утагава — представитель ведущей школы укиё-э XIX века — школы Утагава. Он родился и жил в Осака, учился в Эдо в мастерской выдающегося художника Кунисада Утагава. Продолжая разрабатывать традиционный в Осаке жанр якуся-э — театральной гравюры, Кунисаду прославился пейзажными сериями.

## Творчество
Пейзаж как самостоятельный жанр укиё-э появился только в начале XIX века и сразу же стал необычайно популярным. Пейзажная гравюра пришла в Осака из Эдо, и главную роль в этом сыграли работы Андо Хиросигэ и Хиросигэ II. Совместно с мастерами Хасэгава Саданобу и Ёситаки Утагава Куникадзу явился пионером нового жанра в Камигата. Если в начале художник пытался копировать и подражать манере Хиросигэ, то впоследствии его работы стали определять стиль в этом жанре для последующих поколений осакских художников.